# Convair CV-340

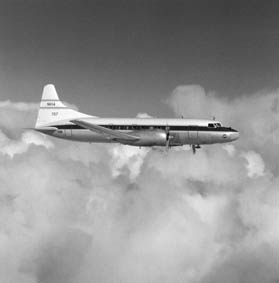
Convair CV-340

Die Convair CV-340 (auch als Convair 340 bzw. Convairliner 340 bezeichnet) ist ein zweimotoriges Passagierflugzeug des US-amerikanischen Flugzeugherstellers Convair mit Kolbentriebwerken. Der Erstflug der Kurzstrecken-Maschine fand am 5. Oktober 1951 statt. Viele Maschinen, auch die der Lufthansa, wurden mit Hilfe eines von Convair gelieferten Umrüstsatzes zu Convair CV-440 umgerüstet.

## Geschichte
Der Tiefdecker wurde nach neuen Forderungen seitens der United Air Lines aus der Convair CV-240 weiterentwickelt. Zwei Türen mit eingebauter Treppenanlage verringerten die Abhängigkeit von Bodeneinrichtungen und beschleunigten die Passagierabfertigung. Gegenüber dem Ausgangstyp wurde die Kabine um 1,37 Meter verlängert. Diese Verlängerung wurde für eine zusätzliche Sitzreihe verwendet. Die Convair CV-340 bot damit 44 Passagieren in 11 Sitzreihen Platz. Auch der Tragflügel und das Seitenleitwerk wurden verändert.
Insgesamt wurden 209 Maschinen dieses Typs an Fluggesellschaften verkauft, 37 gingen an private Betreiber. Damit war der Typ wirtschaftlich erfolgreich. Das Muster blieb bei den großen Fluggesellschaften bis etwa Mitte der 1960er Jahre im Einsatz, um dann den aufkommenden modernen Kurzstreckenjets wie der Boeing 737 zu weichen. Die Lufthansa beschaffte 1954 vier Maschinen dieses Typs und nutzte sie bis 1968.
Die Flugzeuge wurden zum Teil noch an Fluggesellschaften in der Dritten Welt verkauft. Einige wurden auch in den USA noch im Jahr 2008 benutzt.
C-131: Auch die US Air Force bestellte diesen Typ in entsprechend abgewandelter Ausführung als Convair C-131B/C/D Samaritan in einer Ausführung als Frachtflugzeug mit einer großen Ladetür. In diesen Maschinen konnten bis zu 48 Personen befördert werden. Von diesem Typ wurden 65 beschafft. Zwei Exemplare wurden zu Erprobungszwecken mit Allison YT-56 Turboprops ausgerüstet und dann als YC-131C bezeichnet. Beim späteren Verkauf erhielten die Flugzeuge die inoffizielle Bezeichnung Convair 770.
Im April 2008 waren von den Convair CV-340 noch 7 Stück flugfähig.

## Konstruktion
Die Motoren wirkten auf Dreiblatt-Verstellpropeller mit fester Drehzahl („constant speed“). Das Fahrwerk war mit einziehbarem Bugrad versehen. Die Tragflächen waren im Winkel von 6,3° V-förmig angebracht und hatten eine Pfeilung von 4°, das Leitwerk war konventionell ausgeführt. Die Ruder und die Tragflächenhinterkante wurden aus glasfaserverstärktem Kunststoff gefertigt. Der kreisrunde Flugzeugrumpf aus Leichtmetall hatte eine Druckkabine für Passagiere und Crew.

## Modifizierungen
Nach der Entwicklung von Propellerturbinenluftstrahltriebwerken (PTL, Turboprop) boten verschiedene Hersteller Umrüstsätze an, mit denen die Leistung der Flugzeuge gesteigert und die Betriebskosten für die Fluggesellschaften gesenkt werden konnten. Hierzu zählen folgende Versionen:
Convair CV-540
Die Version Convair 540 entstand durch die Umrüstung der Convair CV-340 auf PTL-Triebwerke des Typs Eland des britischen Herstellers Napier & Son. Die erste Umrüstung erfolgte im Jahr 1955. Am 22. August 1958 erteilte die US-Luftfahrtbehörde die Verkehrszulassung. Als erste Fluggesellschaften setzten die Allegheny Airlines und Quebecair die modifizierte Version ein.
Convair CV-580

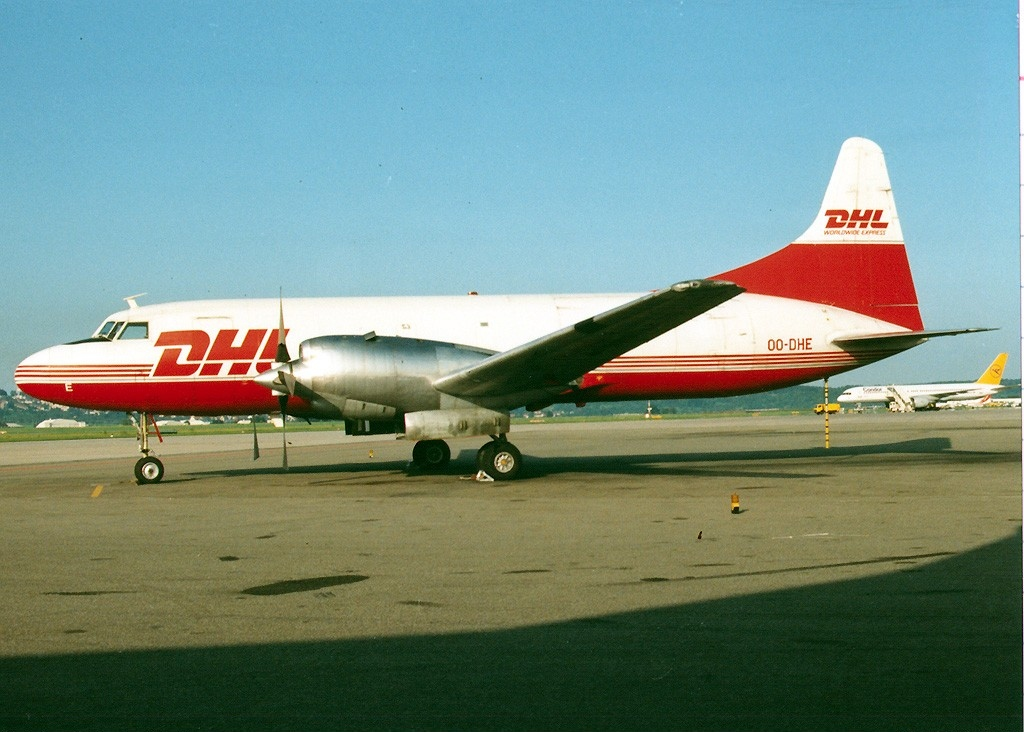
Eine Convair 580 der European Air Transport

Die Convair 580 war eine modifizierte Version mit PTL-Triebwerken Allison 501. Umgerüstet wurden Flugzeuge der Typen Convair CV-340 und Convair CV-440. Neben neuen Triebwerken erhielten diese Maschinen auch ein vergrößertes Seitenleitwerk sowie ein verändertes Höhenleitwerk. Der Erstflug fand am 19. Januar 1960 statt. Die US-amerikanische Allegheny Airlines setzte Mitte der 1970er-Jahre bis zu 20 Flugzeuge dieses Typs gleichzeitig ein. In Europa wurde die Convair CV-580 von der belgischen Fluggesellschaft European Air Transport und der spanischen Swiftair, beide im Auftrag der DHL,
der schwedischen ScanBee sowie von den norwegischen Nor-Fly und Partnair betrieben.
Convair CV-5800

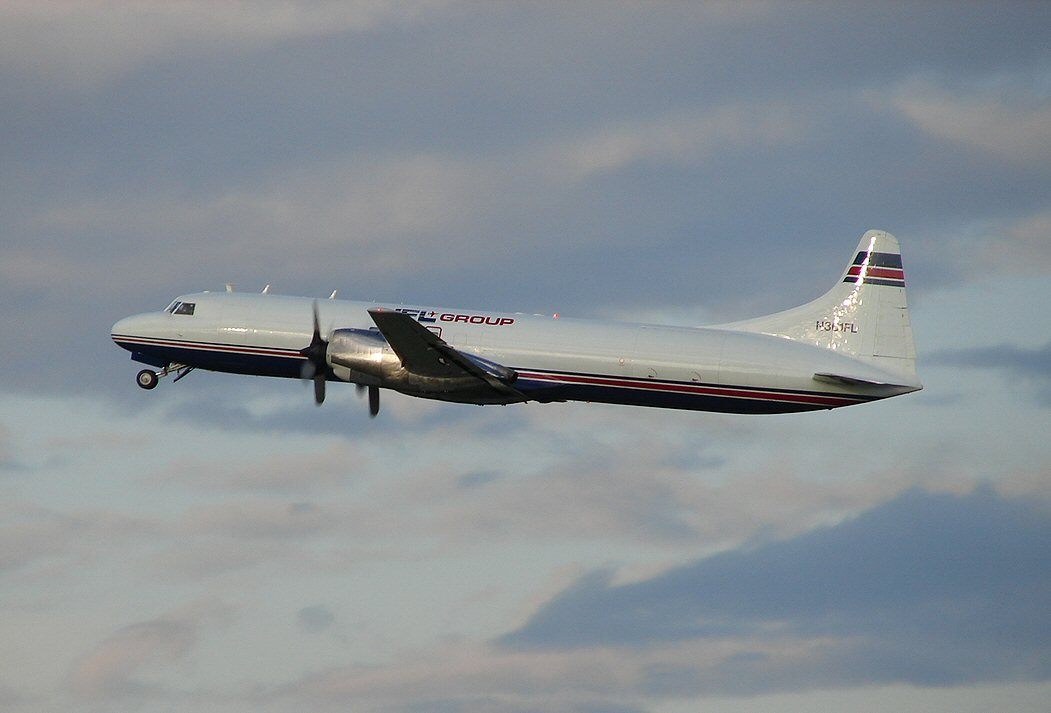
Eine gestreckte Convair 5800 der IFL Group

Die kanadische Fluggesellschaft Kelowna Flightcraft (heute KF Cargo) baute aus ehemaligen C-131F (Convair CV-340-71) der US Navy eine um 5,05 m auf 29,18 m Länge gestreckte Version. Diese erhielt Turboproptriebwerke des Typs Allison 501-D22G mit 4600 SHP statt 3750 SHP bei der CV-580. Das Höchstabfluggewicht wurde gegenüber der CV-580 um 2.196 kg auf 28.576 kg erhöht, allerdings bei einem um 1.311 kg erhöhten Leergewicht.
Dieser Umbau beinhaltete auch die Ausstattung mit einer vergrößerten Frachttür und digitaler Avionik einschließlich Electronic Flight Instrument System-Bildschirmen.
Der Erstflug erfolgte am 11. Februar 1992, die Musterzulassung am 11. Dezember 1993.

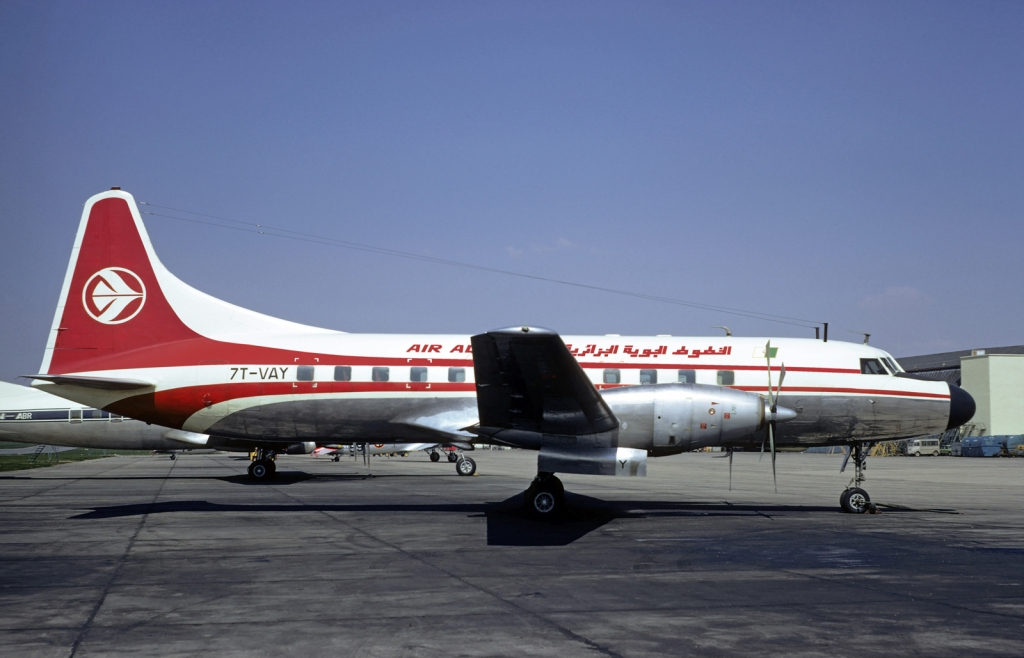
Eine Convair CV-640 der Air Algerie, ehemalige
D-ACEX der Lufthansa

Insgesamt entstanden sechs CV-5800 (Werknummern 276 bis 279, 309, 343), die zunächst überwiegend bei der US-amerikanischen Frachtfluggesellschaft Contract Air Cargo (später IFL Group) zum Einsatz kamen; ein weiteres Exemplar flog für die neuseeländische Air Freight NZ.
Convair CV-640
Die Umrüstung der Baureihen CV-340 und CV-440 mit Rolls-Royce Dart PTL-Triebwerken wurde von Convair ab dem Jahr 1964 angeboten. Der Erstflug der CV-640 erfolgte am 20. August 1965. Die behördliche Zulassung wurde am 7. Dezember 1965 erteilt. Insgesamt wurden 27 Flugzeuge umgerüstet. Zu den Betreibern zählten Hawaiian Airlines, Caribair, Worldways Canada und Pacific Western Airlines. Zu den wenigen Fluggesellschaften außerhalb Nordamerikas, welche die CV-640 einsetzten, gehörten Martinair, die schweizerische SATA sowie Air Algérie, die vier ehemalige Lufthansa-Maschinen modifizieren ließ.

## Zwischenfälle

### CV-340
Vom Erstflug 1951 bis Mai 2023 kam es mit Convair CV-340 und ihren militärischen Versionen zu 23 Totalschäden von Flugzeugen. Bei 11 davon kamen 206 Menschen ums Leben. Vollständige Liste:
- Am 16. März 1954 kam es in einer Convair CV-340-35 der US-amerikanischen Continental Airlines (Luftfahrzeugkennzeichen N90853) beim Start vom Flughafen Midland (Texas) (USA) in einer Höhe von 20 Metern zu schweren Vibrationen. Das Flugzeug nahm daraufhin die Nase nach unten. Die Besatzung konnte gerade noch verhindern, dass die Convair in den Boden stürzte; es gelang ihr, eine Bauchlandung auf einem unbewachsenen Feld durchzuführen. Als Ursache wurde festgestellt, dass der Kontrollverlust aufgrund eines Versagens der Druck-Zug-Stange der rechten Höhenruder-Trimmklappe ausgelöst wurde. Dies war durch einen verkehrten Einbau der rechten Höhenruder-Trimmklappenrolle verursacht worden, weil Wartungstechniker nur die Bilder des illustrierten Teilekatalogs des Herstellers als Wartungsreferenz benutzt hatten. Alle 11 Insassen, drei Besatzungsmitglieder und 8 Passagiere, überlebten den Unfall.[12]

- Am 17. Juli 1955 unterschritten die Piloten einer Convair CV-340-32 der US-amerikanischen Braniff International Airways (N3422) beim Anflug auf den Flughafen Chicago Midway (Illinois, USA) die Mindestsinkflughöhe und flogen die Maschine am Flugplatzrand in den Boden. Das Flugzeug schlug in Rückenlage auf und fing Feuer. Durch diesen CFIT (Controlled flight into terrain) wurden 22 der 43 Insassen getötet, zwei Besatzungsmitglieder und 20 Passagiere.[13][14]

- Am 10. Oktober 1955 wurde die Convair CV-340-58 der Jugoslovenski Aerotransport – JAT (YU-ADC) auf ihrem Weg von Belgrad nach London vor der planmäßigen Zwischenlandung in Wien in dichtem Nebel in den nur 425 Meter hohen Leopoldsberg geflogen (CFIT, Controlled flight into terrain). Nach Baumberührung stürzte die Maschine in der Nähe der Josefinenhütte ab. Von den 29 Insassen wurden 7 Personen bei dem Unfall getötet (siehe auch Flugunfall auf dem Leopoldsberg von 1955).[15]

- Am 22. Dezember 1956 stürzte eine Convair CV-340 der Jugoslovenski Aerotransport (JAT) (YU-ADA) beim Anflug auf den Flughafen München-Riem etwa 7 Kilometer östlich davon nahe der Ortschaft Grub ab. Von den 30 Insassen wurden drei getötet.[16]

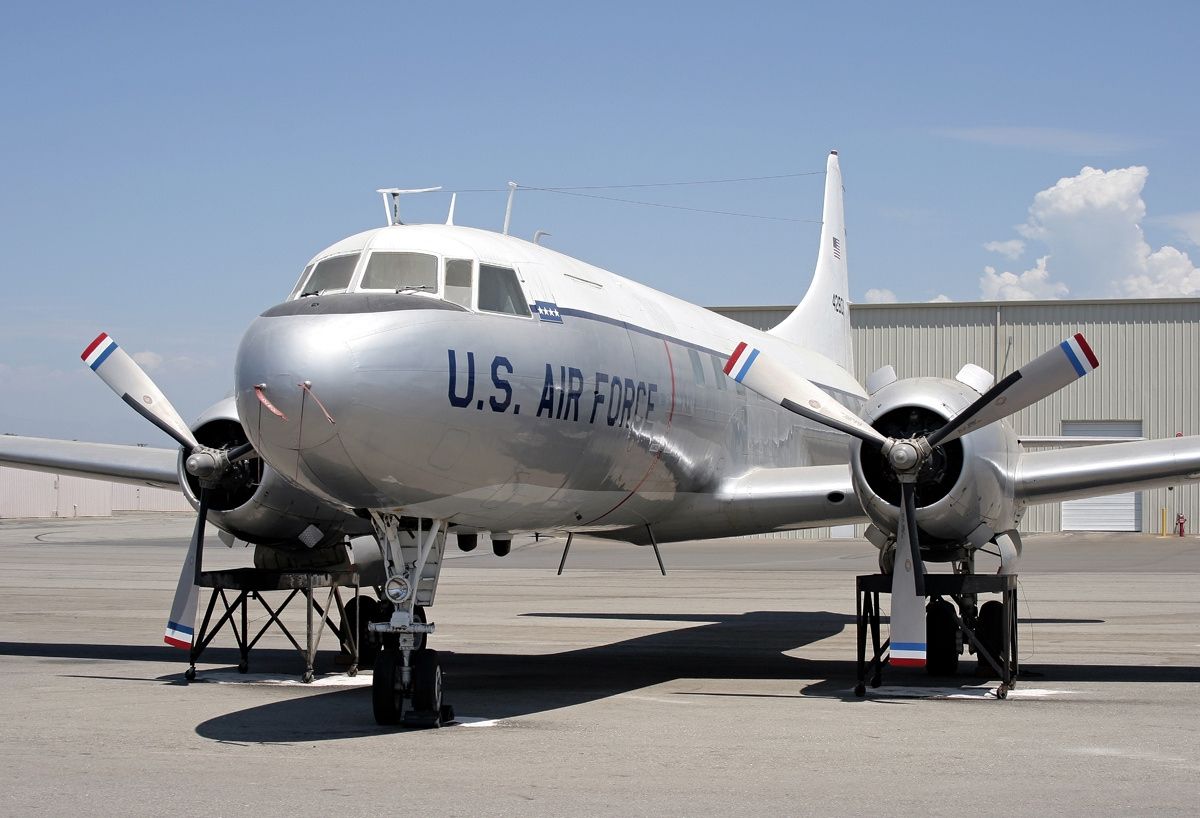
C-131D baugleich mit der am 17. Dezember 1960 in München abgestürzten Maschine der USAF

- Am 24. Juni 1960 stürzte eine Convair CV-340 der brasilianischen REAL Transportes Aéreos (PP-YRB) im Anflug auf den Flughafen Rio de Janeiro-Galeao (Brasilien) ab. Die Maschine flog gerade eine Kurve in Wolken, als sie in die Guanabara-Bucht stürzte. Alle 54 Insassen, fünf Besatzungsmitglieder und 49 Passagiere, kamen ums Leben. Es war der schwerste Unfall einer Convair CV-340, gemessen an der Anzahl der Todesopfer[17]

- Am 17. Dezember 1960 stürzte eine Convair C-131D Samaritan (55-0291) der United States Air Force mitten in München ab, wobei alle 20 Flugzeuginsassen und 32 Personen am Boden ums Leben kamen (siehe auch Flugzeugunglück am 17. Dezember 1960 in München).[18]

- Am 23. Februar 1961 überrollte eine Convair CV-340/R4Y-1Z der United States Navy (US Navy) (Bu 140378) bei einer Ausweichlandung auf dem Atlantic City-Bader Field (New Jersey, USA) nach einem Ausfall der Elektrik das Landebahnende und stürzte in einen Kanal. Die Propellerverstellung war dabei ebenfalls ausgefallen. Alle acht Insassen, vier Besatzungsmitglieder und vier Passagiere, überlebten den Unfall.[19]

- Am 7. Mai 1962 fiel an einer Convair CV-340-54 der LAN Chile (CC-CLCA) nach dem Start vom Flughafen von Vallenar (Chile) ein Triebwerk aus. Der Propeller ließ sich nicht in die Segelstellung bringen. Daher musste eine Notlandung im offenen Gelände durchgeführt werden. Das Flugzeug wurde irreparabel beschädigt. Alle 32 Insassen, fünf Besatzungsmitglieder und 27 Passagiere, überlebten den Unfall.[20]

- Am 21. Dezember 1962 setzte eine Convair CV-340-31 der US-amerikanischen Frontier Airlines (N73130) bei der Landung auf dem Flughafen Grand Island (Nebraska) im Nebel 1237 Meter vor der Landebahn im Gelände auf. Die Maschine fing Feuer und wurde zerstört. Alle 42 Insassen, drei Besatzungsmitglieder und 39 Passagiere, überlebten den Unfall.[21]

- Am 22. Januar 1963 geriet eine Convair CV-340-59 der brasilianischen Cruzeiro do Sul (PP-CDY) bei der Landung in starkem Regen auf dem Flughafen von Parnaíba (Piauí, Brasilien) von der Landebahn ab und machte einen Ringelpiez. Alle neun Insassen, drei Besatzungsmitglieder und sechs Passagiere, überlebten. Das Flugzeug wurde irreparabel beschädigt.[22]

- Am 3. Mai 1963 kam es bei einer Convair CV-340-59 der brasilianischen Cruzeiro do Sul (PP-CDW) zu einem Feuer im Triebwerk 2 (rechts). Die Piloten kehrten zum Startflughafen São Paulo-Congonhas (Sao Paulo, Brasilien) zurück. Im Endanflug, etwa einen Kilometer östlich davon nahm die Maschine die Flugzeugnase sehr steil nach oben (45 Grad); es kam zum Strömungsabriss und Absturz. Ursache war ein unsachgemäßes Vorgehen bei Umstellen des Propellers aus der Segelstellung. Von den 50 Insassen kamen 37 ums Leben, 4 der 5 Besatzungsmitglieder sowie 33 der 45 Passagiere.[23]

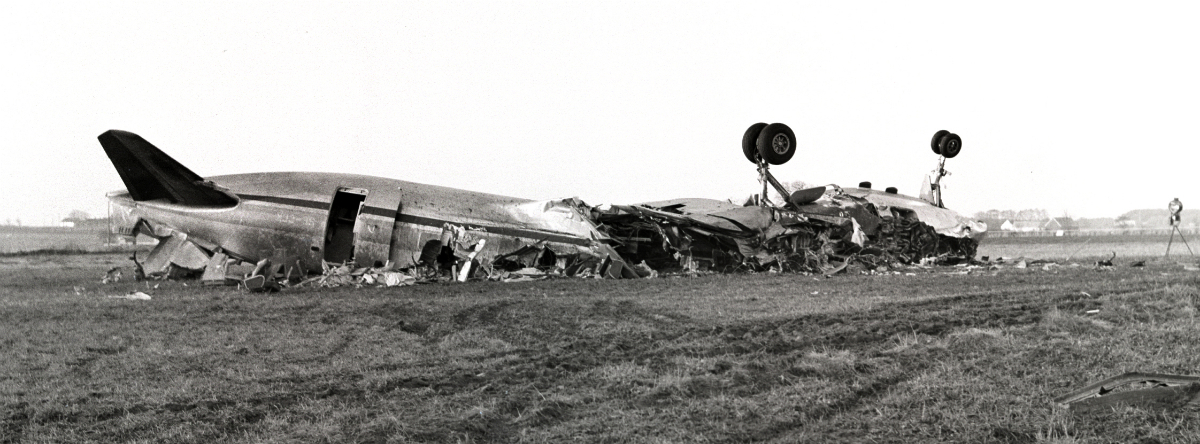
Die verunglückte Convair CV-340 der Linjeflyg am Tag nach dem Unfall bei Ängelholm, November 1964

- Am 20. November 1964 ereignete sich beim Landeanflug einer Convair CV-340 der schwedischen Linjeflyg (SE-CCK) auf den Flugplatz Ängelholm-Barkåkra ein tödlicher Unfall. Die Maschine sank viel zu früh und verfehlte die Landebahn um rund zwei Kilometer. Dabei kamen 31 der 43 an Bord befindlichen Personen ums Leben, darunter vier Crew-Mitglieder (siehe auch Linjeflyg-Flug 267).[24][25]

- Am 20. März 1968 fiel an einer Convair CV-340-38 der US-amerikanischen Delta Air Lines (N4820C) das Triebwerk Nr. 1 (links) nach einem Defekt im Auslassventil des Zylinders Nr. 15 aus. Während der Notlandung auf dem Flughafen Evansville-Dress (Indiana, USA) bei Regen und niedriger Bewölkung startete der Kapitän zunächst durch, brach dies aber wieder ab und machte eine Bruchlandung. Das Flugzeug wurde irreparabel beschädigt. Alle 42 Insassen, drei Besatzungsmitglieder und 39 Passagiere, überlebten den Unfall.[26]

- Am 8. Juli 1968 stürzte eine Convair CV-340 der Saudi Arabian Airlines (HZ-AAZ) beim Durchstarten 5 Kilometer südlich des Internationalen Flughafens Dhahran (Saudi-Arabien) nach dem dritten vergeblichen Landeversuch in einem Staubsturm ab. Alle 11 Insassen, die drei Besatzungsmitglieder und 8 Passagiere, kamen ums Leben.[27][28]

- Am 7. Januar 1972 fiel bei einer Convair CV-340 der Saudi Arabian Airlines (HZ-AAU) nach dem Start vom Flughafen Dschidda (Saudi-Arabien) das Triebwerk Nr. 2 (rechts) aus. Nach der Rückkehr zum Startflughafen geriet das Flugzeug bei der Notlandung durch den einseitigen Umkehrschub und Hydraulikausfall von der Landebahn ab und kollidierte mit einem Asphalthügel, woraufhin das Bugfahrwerk zusammenbrach. Alle 15 Insassen überlebten den Totalschaden der Maschine.[29][30]

- Am 4. Februar 1972 brach bei einer Convair CV-340 der Saudi Arabian Airlines (HZ-AAT) bei der Landung auf der Autobahn in der Nähe des Flughafens Sanaa (Nordjemen) das Fahrwerk zusammen. Das Flugzeug wurde irreparabel beschädigt. Alle Insassen überlebten.[31][32]

- Im Jahr 1974 (genaues Datum unbekannt) wurde eine Convair CV-340-49 der US-amerikanischen Tri-9 Corporation (N18837) auf dem Flughafen Phnom Penh-Pochentong (Kambodscha) zerstört. Nähere Einzelheiten sind derzeit nicht verfügbar. Über Personenschäden ist nichts bekannt.[33]

- Am 26. September 1975 stürzte eine Convair CV-340/C-131F der United States Navy (US Navy) (Bu 141012) auf ein hügeliges Feld. Das Flugzeug hatte nach dem Start von der Marine Corps Air Station El Toro (Kalifornien, USA) an Höhe verloren. Von den 6  Besatzungsmitgliedern, den einzigen Insassen, kamen 4 ums Leben.[34]

- Am 21. März 1978 fing an einer Convair CV-340-38 der US-amerikanischen Florida Aircraft Leasing (N4807C) das Triebwerk Nr. 2 (rechts) im Reiseflug in einer Höhe von 6000 Fuß (1830 Meter) Feuer. Die Piloten leiteten einen Notsinkflug ein. Dabei löste sich der Motor aus seinen Befestigungen. Bei Elma (Iowa, USA) wurde eine Notlandung durchgeführt. Die Haupt- und Pleuelstangen hatten versagt, was zu einem Ölbrand im Motor geführt hatte. Alle vier Insassen, je zwei Besatzungsmitglieder und Passagiere, überlebten den Unfall. Das Flugzeug wurde irreparabel beschädigt.[35]

- Am 30. April 1983 stürzte eine Convair CV-340/C-131F der United States Navy (US Navy) (Bu 141010) beim Versuch einer Notlandung auf der Naval Air Station Jacksonville (Florida, USA) in das flache Wasser 110 Meter vor der Landebahn. Kurz nach dem dortigen Start hatte das Triebwerk Nr. 1 (links) Feuer gefangen. Von den 15 Insassen kamen ums 14 Leben, alle sechs Besatzungsmitglieder und 14 Passagiere.[36]

- Am  4. Dezember 2004 war eine Convair CV-340-70 der US-amerikanischen Miami Air Lease (N41626) vom Flugplatz Opa-Locka (Florida, USA) zu einem Frachtflug nach Flughafen Nassau (Bahamas) gestartet. Etwa drei Meilen vor der Küste, in einer Höhe von 3.000 Fuß, spürte der Kapitän ein Vibrieren des Flugzeugs und sah Rauch aus dem Motor Nr. 1 aufsteigen. Dessen Propeller konnte nicht in die Segelstellung gebracht werden. Daraufhin machte der Kapitän eine Notwasserung in der Maule Lake Marina in Miami. Das Triebwerk Nr. 1 war 9 Wochen vorher wegen exzessiven Ölverbrauchs ausgebaut und eingelagert worden. Da das dann eingebaute Triebwerk Metallspäne erzeugte, wurde der eingelagerte Motor mit einem anderen Propeller wieder eingebaut. Bei der Untersuchung der Propellerbaugruppe wurde eine Metallverunreinigung im gesamten System festgestellt; die Dichtung des Reglersiebs des Propellers war mit Metallverunreinigungen verstopft. Ursache des Ausfalls war die unsachgemäße Wartung des linken Triebwerks durch das Wartungspersonal des Unternehmens, was zu einem Totalausfall des Hauptstangenlagers und zu einer Verunreinigung des Motorölsystems mit Metall führte, wodurch der linke Propeller nicht mehr korrekt laufen konnte. Dies führte dazu, dass das Flugzeug nach dem Verlust der Motorleistung die Höhe nicht mehr halten konnte. Außerdem hatten der Flugzeugbetreiber und die Flugbesatzung das maximal zulässige Startgewicht des Flugzeugs überschritten. Beide Piloten, die einzigen Insassen auf dem Frachtflug, überlebten den Unfall.[37]

- Am 17. Januar 2011 kam es an einer Convair CV-340-71 der US-amerikanischen Tiger Contract Cargo (N8277Q) kurz nach dem Start vom Flughafen Saint Thomas-Cyril E. King (Amerikanische Jungferninseln, USA) zu einem Brand des linken Triebwerks. Schon beim Start hatte der Kontrollturm die Piloten darüber informiert, dass starker Rauch aus diesem Motor kam. Der Kapitän antwortete, es sei alles in Ordnung und das Flugzeug sei halt schon alt. Kurz danach meldete die Flugsicherung den Piloten, dass nun Flammen aus dem Triebwerk kämen, worauf der Erste Offizier antwortete, alle Anzeigen seien normal. Als die Piloten das Feuer selbst sahen, wurde das Triebwerk abgestellt, brannte jedoch weiter. Nach dem Umkehren funktionierten bei der Landung weder die Bremsen noch die Bugradsteuerung, während ständig Teile vom Flugzeug herunterfielen. Es verließ die rechte Seite der Start- und Landebahn, überquerte eine Rollbahn und eine Begrenzungsstraße, durchstieß dann den Flughafenzaun und kam mit dem Bugteil über einer öffentlichen Straße außerhalb des Flughafengeländes zum Stehen. Als Unfallursache wurden die Entscheidungen des Kapitäns festgestellt, den Flug trotz Fehlzündungen fortzusetzen, auch nachdem schwarzer Rauch und Flammen gemeldet worden waren. Beide Piloten, die einzigen Insassen auf dem Überführungsflug, überlebten den Unfall.[38]

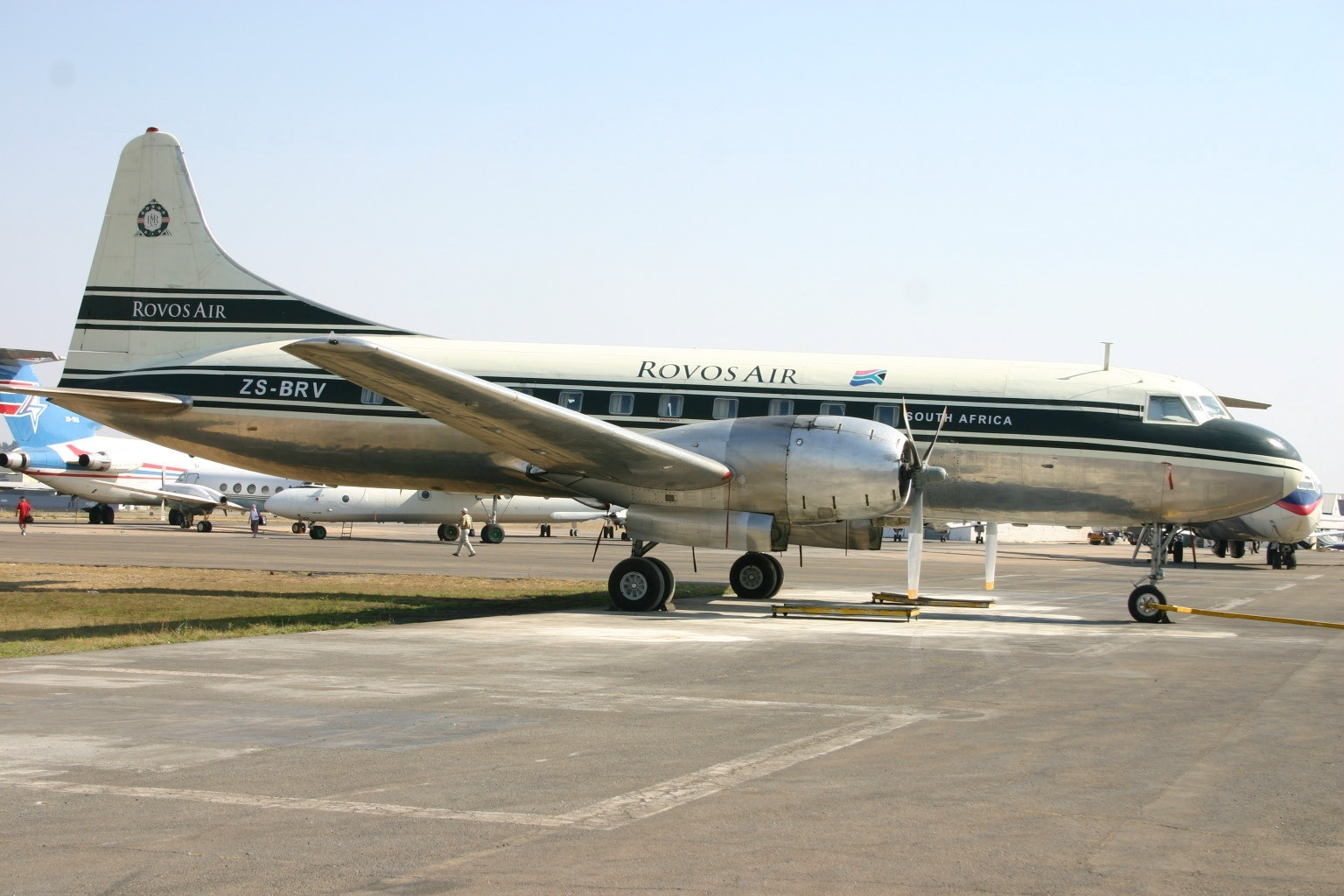
Die am 10. Juli 2018 abgestürzte CV-340 ZS-BRV der Rovos Air, Lanseria 2006

- Am 10. Juli 2018 stürzte eine Convair CV-340 von Rovos Air (ZS-BRV) nach dem Start vom Flughafen Pretoria Wonderboom (Südafrika) bei einem Testflug 6 Kilometer vom Flughafen entfernt nach Problemen mit dem linken Triebwerk ab. An Bord waren 20 Flugzeuginsassen, davon 3 Crewmitglieder. Ein Besatzungsmitglied wurde getötet, 4 Personen schwer verletzt, teilweise auch am Boden; das Flugzeug wurde zerstört. Die Maschine war in den historischen Farben der Martin’s Air Charter lackiert worden und sollte nach dem Testflug zum Flugzeugmuseum Aviodrome in Lelystad, Niederlande, überführt werden.[39][40]

- Am 8. Februar 2019 zerbrach eine Convair CV-340/C-131B der Conquest Air Cargo (N145GT) auf einem Frachtflug vom Flughafen Nassau (Bahamas) zum Flugplatz Opa-Locka (nördlich von Miami gelegen) beim Versuch einer Notwasserung nach kontinuierlichem Höhenverlust. Die Drehzahlregelung des linken Triebwerks war schon beim Hinflug zeitweise ausgefallen. Auf dem Rückflug geschah dies erneut; im Sinkflug kam es im rechten Motor zu Fehlzündungen und Pumpen, woraufhin dieser abgestellt wurde. Kurz danach kam es auch im linken Motor zu Fehlzündungen, Pumpen und Leistungsverlust. Die Höhe konnte nicht mehr gehalten werden, und die Maschine schlug etwa 20 Kilometer östlich des Stadtteils Bay Harbor Islands von Miami (Florida) im Meer auf. Der Erste Offizier wurde lebend geborgen, der Kapitän wird seither vermisst.[41][42][43]

### CV-580
Vom Erstflug 1960 bis Juli 2023 kam es mit Convair CV-580 zu 39 Totalschäden von Flugzeugen. Bei 18 davon kamen 211 Menschen ums Leben. Vollständige Liste:
- Am 21. Dezember 1963 kam es mit einer Convair CV-580 der US-amerikanischen Union Oil Company of California (Luftfahrzeugkennzeichen N7601) im Anflug auf den Flughafen Midland (Texas) (USA) zu einer Reihe unkontrollierter Nickbewegungen. Die Maschine stürzte auf die Landebahn 10. Auf der Tragfläche wurde eine Eisschicht (0,5 Zoll hoch, 2,5 Zoll breit) gefunden. Als Ursache wurde das Versäumnis der Besatzung festgestellt, bei bekannten Vereisungsbedingungen die volle Enteisungs- und Vereisungsschutzkapazität zu nutzen. Alle vier Insassen, drei Besatzungsmitglieder und ein Passagier, überlebten den Unfall. Das Flugzeug wurde irreparabel beschädigt.[45]

- Am 5. März 1967 stürzte eine Convair CV-580 der US-amerikanischen Lake Central Airlines (N73130) aus einer Höhe von etwa 3000 Metern 3 Kilometer südöstlich von Marseilles, Ohio (USA) ab. Kurz nach dem Beginn des Sinkflugs hatten sich alle vier Propellerblätter des Triebwerks Nr. 2 (rechts) gelöst, wonach ein Blatt den Flugzeugrumpf aufschlitzte, der dann auseinanderbrach. Der Grund war das Unterlassen des Drehmomentkolben-Nitrierverfahrens während der Propeller-Herstellung und das Versäumnis der Qualitätskontrolle bei der Herstellung, diesen Fehler zu entdecken. Alle 38 Insassen, drei Besatzungsmitglieder und 35 Passagiere, kamen ums Leben  (siehe auch Lake-Central-Airlines-Flug 527).[46]

- Am 12. November 1968 vergaß die Besatzung einer Convair CV-580 der US-amerikanischen Tex Johnson Inc. (N73135), vor der Landung auf dem Santa Barbara Municipal Airport (Kalifornien, USA) das Fahrwerk auszufahren. Demzufolge kam es auf dem Trainingsflug zu einer Bauchlandung. Das Flugzeug wurde irreparabel beschädigt. Alle vier Insassen, die drei Besatzungsmitglieder und ein Passagier, überlebten den Unfall.[47]

- Am 24. Dezember 1968 wurde eine Convair CV-580 der US-amerikanischen Allegheny Airlines (N5802) während des Anflugs auf Bradford, Pennsylvania (USA) in den Boden geflogen. Durch diesen CFIT (Controlled flight into terrain) wurden 20 der 47 Insassen getötet.[48]

- Am 27. Dezember 1968 verlor der Kapitän einer Convair CV-580 der US-amerikanischen North Central Airlines (N2045) beim Durchstarten am Flughafen Chicago O’Hare (Illinois, USA) in schlechtem Wetter die räumliche Orientierung. Die Maschine stürzte ab und krachte fast in Rückenlage auf einen Hangar. Dabei kamen 27 der 45 Insassen ums Leben, drei Besatzungsmitglieder und 24 Passagiere, sowie eine Person am Boden.[49]

- Am 6. Januar 1969 wurde eine Convair CV-580 der US-amerikanischen Allegheny Airlines (N5825) während des Landeanflugs in Bradford, Pennsylvania (USA) bei schlechter Sicht in den Boden geflogen. Durch diesen CFIT (Controlled flight into terrain) wurden 11 der 28 Insassen getötet.[50]

- Am 7. Juni 1971 wurde eine Convair CV-580 der US-amerikanischen Allegheny Airlines (N5832) im Landeanflug auf den Flughafen New Haven (Connecticut, USA) 1,5 Kilometer davor in den Boden geflogen. Durch diesen CFIT (Controlled flight into terrain) wurden 28 der 31 Insassen getötet. Grund war das absichtliche Unterschreiten der Mindestsinkflughöhe durch den Kapitän in schlechtem Wetter trotz wiederholter Warnungen seines Ersten Offiziers.[51][52]

- Am 20. August 1971 wurde mit einer Convair CV-580 der US-amerikanischen Allegheny Airlines (N5844) bei der Landung auf dem Flughafen Pittsburgh International (Pennsylvania, USA) wegen eines Problems mit dem Fahrwerk durchgestartet. Dabei lösten sich die Räder des rechten Hauptfahrwerks. Bei der Landung brach dieses zusammen und das Flugzeug wurde irreparabel beschädigt. Alle 53 Insassen, drei Besatzungsmitglieder und 50 Passagiere, überlebten den Unfall.[53]

- Am 29. Juni 1972 kollidierte eine Convair CV-580 der US-amerikanischen North Central Airlines (N90858) mit einer de Havilland Canada DHC-6 Twin Otter der Air Wisconsin (N4043B). Beide Maschinen stürzten in den Lake Winnebago 8 Kilometer südlich von Appleton (Wisconsin), fünf Kilometer östlich von Neenah. Alle fünf Insassen der Convair (drei Besatzungsmitglieder und zwei Passagiere) sowie alle acht Insassen der Twin Otter (zwei Besatzungsmitglieder und sechs Passagiere) kamen bei dem Unfall ums Leben.[54] Die Kollision ereignete sich in einer Höhe von 2500 Fuß an einem meist klaren, aber diesigen Spätvormittag, als sich die CV-580 aus Green Bay kommend dem Wittman Regional Airport näherte. Das Air-Wisconsin-Flugzeug befand sich auf dem Weg von Sheboygan nach Appleton und beide Maschinen flogen nach Sichtflugregeln.[55][56][57]

- Am 12. Mai 1977 wurde an einer Convair CV-580/VC-131H der United States Air Force (USAF) (54-2816) auf dem Greenville-Majors Field (Texas, USA) nach einer Überholung bei einem Probelauf der Triebwerke durch das Wartungspersonal versehentlich das Fahrwerk eingefahren. Das Flugzeug wurde irreparabel beschädigt. Über Personenschäden ist nichts bekannt.[58]

- Am 25. Juli 1978 startete eine Convair 580 (N4825C) der US-amerikanischen North Central Airlines im Nebel um 7:00 Uhr Ortszeit vom Kalamazoo/Battle Creek International Airport in Michigan. Das Flugzeug hatte direkt nach dem Abheben von der Startbahn 17 einen Vogelschlag und verlor die Leistung im rechten Triebwerk. Die Maschine hielt sich 79 Sekunden in der Luft, neigte sich dann nach links und stürzte in ein Kornfeld östlich der Flughafens. Von den vierzig Passagieren und drei Besatzungsmitgliedern an Bord wurden zwei Passagiere und ein Besatzungsmitglied schwer verletzt, es gab keine Toten. Das Flugzeug wurde irreparabel beschädigt.[59]

- Am 28. Mai 1985 streifte das Heck einer Convair CV-580 der venezolanischen Avensa (YV-84C) zwei Kilometer vom Startflughafen Cabimas-Oro Negro (Venezuela) einen Hügel. Die schwer angeschlagene Maschine schlug dann 1500 Meter weiter in einem Wald auf. Bei diesem CFIT (Controlled flight into terrain) wurden zwei der fünf Besatzungsmitglieder getötet, die anderen 11 Insassen überlebten den Unfall (siehe auch AVENSA-Flug 034).[60]

- Am 15. November 1985 stürzte eine Convair CV-580/VC-131H Samaritan der United States Navy (US Navy) (Bu 542817) kurz nach dem Abheben vom Dothan Regional Airport (Alabama, USA) ab. Mit der Maschine wurde ein Testflug nach Wartungsarbeiten durchgeführt, wobei die Höhenruder blockierten und das Flugzeug unsteuerbar wurde. Alle 3 Besatzungsmitglieder, die einzigen Insassen, wurden getötet.[61]

- Am 2. Februar 1988 driftete eine Convair CV-580 der US-amerikanischen Aspen Airways (N5808) bei der nächtlichen Landung auf dem Flughafen Durango (Colorado) (USA) auf der mit Schnee und Schneematsch bedeckten Landebahn nach links und kollidierte mit einem Schneewall. Als auslösende Unfallursachen wurde der ungepflegte Zustand der Landebahn benannt, deren Mittellinienbeleuchtung außer Betrieb war und die Markierungen der Mittellinie mit Schnee bedeckt war. Das Flugzeug wurde irreparabel beschädigt. Alle 41 Insassen, drei Besatzungsmitglieder und 38 Passagiere, überlebten den Unfall.[62]

- Am 20. Januar 1989 wurde eine für Aspen Airways betriebene Convair CV-580 (N73160) der US-amerikanischen Sierra Pacific Airlines bei einer Notlandung auf einem unbefestigten Weg in der Nähe von Buena Vista, Colorado zerstört. Während des Reiseflugs von Denver nach Durango meldete eine Warnleuchte unzureichenden Öldruck im linken Triebwerk. Der nicht nach Checkliste arbeitende Kommandant stellte jedoch versehentlich das rechte, noch einwandfrei arbeitende Triebwerk ab und brachte dessen Propeller in die Segelstellung. Kurz darauf fiel das angeschlagene linke Triebwerk von alleine aus. Jegliche Versuche, es erneut zu starten, blieben erfolglos. Ein Neustart des rechten, intakten Triebwerks war unmöglich, da sich die Propellerblätter nicht aus der Segelstellung bringen ließen. Hierfür wäre Wechselstrom erforderlich gewesen, den die Maschine nach dem beidseitigen Triebwerksausfall verloren hatte. Bei der anschließenden Notlandung auf unebenem Untergrund durchbrach das Flugzeug einen Zaun und stieß gegen einen Baumstamm, der das Bugrad kollabieren ließ. Fünf der 21 Passagiere erlitten leichte Verletzungen; die restlichen Passagiere und die drei Besatzungsmitglieder blieben unverletzt. Die schwer beschädigte Maschine musste als Totalschaden abgeschrieben werden.[63][64]

- Am 31. Juli 1989 verunglückte eine Convair CV-580 der Air Freight NZ (ZK-FTB) beim Start am Flughafen Auckland. Der Künstliche Horizont des Ersten Offiziers war defekt, trotzdem und entgegen den Richtlinien blieb das Flugzeug im Dienst. Das Flugzeug stieg nach dem Start bis auf 400 Fuß und sank dann wieder ab, um stürzte 387 Meter nach dem Ende der Landebahn in den Manukau Harbour. An Bord befanden sich zwei neue Erste Offiziere in Ausbildung und ein Kapitän. Alle drei wurden getötet (siehe auch Air-Freight-NZ-Flug 1).[65]

- Am 8. September 1989 stürzte die Convair CV-580 LN-PAA der norwegischen Partnair auf dem Flug von Oslo-Fornebu nach Hamburg mit 50 Passagieren und 5 Besatzungsmitgliedern 20 Kilometer vor der dänischen Küste aus 6500 Metern Höhe in die Nordsee. Alle Insassen kamen ums Leben. Unfallursache war der Einbau gefälschter, nicht zugelassener Ersatzteile durch Partnair (siehe auch Partnair-Flug 394).[66]

- Am 18. September 1991 stürzte eine Convair CV-580 der kanadischen Canair Cargo (C-FICA) bei Belvidere Center (Vermont, USA) aus der Reiseflughöhe von 16.000 Fuß (rund 4900 Meter) ab. Der Kapitän hatte gerade einmal das Cockpit verlassen, als der Erste Offizier bei dem nächtlichen Flug in Wolken die räumliche Orientierung und dann auch die Kontrolle über das Flugzeug verlor. Die Struktur der Maschine wurde überlastet, sie brach auseinander und stürzte ab. Beide Piloten, die einzigen Insassen auf dem Frachtflug, kamen ums Leben.[67]

- Am 11. Mai 1992 kollidierte eine Convair CV-580 der US-amerikanischen Laredo Air (N73107) auf dem Flugplatz Opa-Locka (Florida, USA) nach einem Ausfall der Bremsen mit einer Lockheed L-188 Electra (N360WS). Personen kamen nicht zu Schaden, aber das Flugzeug wurde irreparabel beschädigt.[68]

- Am 8. April 1995 verunglückte eine Convair CV-580 der kolumbianischen SEC Colombia (HK-3675) beim Startversuch vom Landwirtschaftsflugplatz Espinal-Aguablanca (Kolumbien). Mit der Maschine sollte ein Überführungsflug nach Bogota durchgeführt werden. Beim Startversuch von der 1010 Meter langen Schotterpiste driftete das Flugzeug nach links und hob nicht ab. Es überrollte das Startbahnende, kreuzte eine Straße und kam 275 Meter dahinter zum Liegen. Das ausbrechende Feuer zerstörte fast die gesamte Maschine. Die Schotterpiste war für Agrarflugzeuge mit einem maximalen Startgewicht von 2.000 kg vorgesehen, die Convair wog jedoch 17.640 kg und war damit für einen Start von dieser Bahn um ein Vielfaches zu schwer. Alle vier Besatzungsmitglieder, die einzigen Insassen, überlebten den Unfall.[69]

- Am 19. Mai 1995 vergaß die Besatzung einer Convair CV-580 der spanischen Swiftair (EC-899), vor der Landung auf dem Flughafen Vitoria (Spanien) das Fahrwerk auszufahren. Demzufolge kam es auf dem Trainingsflug zu einer Bauchlandung. Das Flugzeug wurde irreparabel beschädigt. Alle vier Besatzungsmitglieder, die einzigen Insassen, überlebten den Unfall. Die Maschine war 1956 als OO-SCM an Sabena ausgeliefert worden.[70]

- Am 1. April 1997 wurde mit einer Convair CV-580 der kongolesischen Compagnie Africaine d’Aviation - CAA (9Q-CRU) auf dem Flugplatz Tshikapa (Demokratische Republik Kongo) der Start abgebrochen, da ein ungewöhnliches Geräusch vernommen wurde. Die Maschine überrollte das Startbahnende, kollidierte mit einer Böschung und wurde irreparabel beschädigt. Der Start war bergauf durchgeführt worden, während er aufgrund der steilen Neigung normalerweise bergab stattfand. Alle 14 Insassen, vier Besatzungsmitglieder und 10 Passagiere, überlebten den Unfall.[71]

- Am 18. November 1999 wurde mit einer Convair CV-580 der kongolesischen Compagnie Africaine d’Aviation - CAA (9Q-CEJ) nahe dem Flugplatz Tshikapa (Demokratische Republik Kongo) eine Notlandung durchgeführt, nachdem Probleme mit dem Triebwerk Nr. 2 (rechts) aufgetreten waren. Es wird vermutet, dass diese durch Treibstoffmangel verursacht wurden. Das Flugzeug wurde irreparabel beschädigt. Alle Insassen überlebten den Unfall.[72]

- Am 27. September 2000 geriet eine Convair CV-580 der kanadischen Hydro-Quebec (C-GFHH) auf dem La Grande-LG-4 airstrip (Quebec, Kanada) trotz gegensätzlichen Bremsens und entgegengesetztem Ausschlag der Bugradsteuerung nach rechts von der Landebahn ab, geriet auf sehr weichen und felsigen Untergrund rund zwei Meter tiefer und wurde irreparabel beschädigt. Als Ursache wurde festgestellt, dass der Lenkventilhebel durch die Techniker nicht gemäß den Spezifikationen und den Zeichnungen im Überholungshandbuch und im Wartungshandbuch wieder zusammengebaut worden war. Alle 22 Insassen, vier Besatzungsmitglieder und 18 Passagiere, überlebten den Unfall.[73]

- Am 6. Dezember 2001 musste eine Convair CV-580 der US-amerikanischen Trans-Air-Link (N582HG) nahe Sunny Isles Beach (Florida, USA) notgewassert werden. Die Ursache war Treibstoffmangel auf dem Überführungsflug zum nur noch rund 20 Kilometer entfernten Flugplatz Opa-Locka (Florida), verursacht durch eine Kombination von Fehlern des Stationspersonals, der Besatzung und fehlerhafte Tankanzeigen. Beide Piloten, die einzigen Insassen, überlebten den Unfall.[74]

- Am 3. Oktober 2003 kam es bei einer Frachtmaschine des Typs Convair CV-580 (ZK-KFU) der neuseeländischen Air Freight NZ auf dem Flug von Christchurch nach Palmerston North beim Durchfliegen einer Zone mit extremen Vereisungsbedingungen aufgrund starker Eisbildung zu einem Strömungsabriss. Bei dem Absturz wurden die strukturellen Belastungsgrenzen der Maschine überschritten, sodass diese noch in der Luft auseinanderbrach. Die Maschine stürzte bei Kapiti Coast in die Tasmanische See. Die beiden an Bord befindlichen Piloten starben (siehe auch Air-Freight-NZ-Flug 642).

- Am 3. April 2004 wurde mit einer in Swasiland privat registrierten Convair CV-580 (3D-ZOE) auf dem Flughafen Shabunda (Demokratische Republik Kongo) eine sehr harte Landung gemacht, bei der das Bugfahrwerk zusammenbrach. Das Flugzeug wurde irreparabel beschädigt. Alle vier Insassen, die drei Besatzungsmitglieder und ein Passagier, überlebten den Unfall.[75]

- Am 13. August 2004 stürzte eine Convair CV-580 der US-amerikanischen Air Tahoma (N586P) im Anflug auf den Flughafen Cincinnati (Kentucky, USA) 1 Kilometer südlich davon ab, da für beide Triebwerke die Treibstoffzufuhr beendet war. Der Kapitän hatte aufgrund fehlerhafter Tankwahlschaltung und mangelhafter Kontrolle den gesamten linken Tank leergeflogen, obwohl im rechten noch genug Kerosin vorhanden war. Von den beiden Piloten, den einzigen Insassen auf dem Frachtflug, wurde einer getötet.[76]

- Am 4. Dezember 2004 verunglückte eine Convair CV-580 der US-amerikanischen Contract Air Cargo (N161FL) bei der Landung auf dem Flughafen McAllen (Texas, USA). Nach Wartungsarbeiten am linken Propeller musste ein Testflug durchgeführt werden. Dabei wurde das linke Triebwerk abgestellt und wieder gestartet, wonach der Propeller nicht korrekt funktionierte und das Triebwerk wieder abgestellt werden musste. Im Anflug ließen sich die Landeklappen nicht vollständig ausfahren, und nach dem Aufsetzen funktionierten die Bremsen nicht mehr. Die Maschine kam von der Landebahn ab, kollidierte mit dem Flughafenzaun, geriet in einen Graben und stieß danach gegen einen Hügel. Sie wurde irreparabel beschädigt. Alle drei Besatzungsmitglieder, die einzigen Insassen, überlebten den Unfall.[77]

- Am 22. Februar 2005 entstanden bei einer Convair CV-580 der bolivianischen TAM – Transporte Aéreo Militar (FAB-73) während des Starts vom Flughafen Trinidad (Bolivien) Triebwerksprobleme. Es kam zu einer Bruchlandung in schlammigem Gelände direkt nach dem Start. Das Flugzeug wurde zerstört. Alle 49 Insassen, vier Besatzungsmitglieder und 45 Passagiere, überlebten den Unfall.[78]

- Am 24. März 2006 wurde eine Convair CV-580 der südafrikanischen Skyhaul (ZS-SKI), betrieben für die kongolesische LAC - SkyCongo, auf dem Flughafen Kinshasa-Ndjili (Demokratische Republik Kongo) irreparabel beschädigt. Während eines Gewitters wurde eine nicht ausreichend gesicherte Antonow An-24 in die Convair geblasen. Personen kamen nicht zu Schaden.[79]

- Am 27. April 2006 sprang eine Convair CV-580 der südafrikanischen Skyhaul (ZS-SKH), betrieben für die kongolesische Sun Air Services, bei der Landung auf dem Flugplatz Amisi (Demokratische Republik Kongo) dreimal wieder hoch, woraufhin das linke Hauptfahrwerk zusammenbrach. Die Maschine kam von der Landebahn ab, die linke Tragfläche streifte eine Böschung und brach ab. Der Rumpf kollidierte mit einer Wasserfurche und blieb in Rückenlage liegen, wobei ein Brand ausbrach, der das Flugzeug zerstörte. Alle 8 Insassen, die zwei Besatzungsmitglieder und 6 Passagiere auf dem angeblichen Frachtflug, kamen ums Leben (siehe auch Flugunfall einer Convair CV-580 der Sun Air Services bei Amisi).[80]

- Am 14. Mai 2006 verunglückte eine Convair CV-580 der Regierung von Saskatchewan (Kanada) (C-GSKJ) beim Durchstarten 1,5 Kilometer nordwestlich des Flughafens La Ronge (Saskatchewan, Kanada) auf einem Trainingsflug. Während der Kapitän die Maschine flog, hatte der Erste Offizier versehentlich das linke Triebwerk abgestellt, ohne dies jedoch zu melden. Beim versuchten Durchstarten führte die fehlende Leistung zur Kollision mit Bäumen und zum Absturz. Ursache des Unfalls war die mehrfach missverständliche und fehlende Kommunikation und die daraus resultierende Verwirrung im Cockpit. Eines der drei Besatzungsmitglieder, der einzigen Insassen, wurde getötet.[81]

- Am 1. September 2008 stürzte eine Convair CV-580 der US-amerikanischen Air Tahoma (N587X) kurz nach dem Start vom Rickenbacker International Airport eine Meile südwestlich des Flughafens in ein Maisfeld, wobei alle drei Insassen starben. Der Absturz war durch grobe Wartungsfehler verursacht worden (siehe auch Air-Tahoma-Flug 587).[82]

- Am 31. Juli 2010 kollidierte eine Convair CV-580 der kanadischen Conair Aviation (C-FKFY) nahe Lytton (British Columbia) (Kanada) mit Bäumen, woraufhin es an dem Löschflugzeug zu einem Strömungsabriss und Absturz kam. Start- und Zielort für den Löscheinsatz der Maschine war der 98 Kilometer entfernte Flughafen Kamloops (British Columbia, Kanada). Beide Piloten, die einzigen Insassen, kamen ums Leben.[83]

- Am 20. März 2011 verunglückte eine Convair CV-580 der kanadischen Nolinor Aviation (C-GNRL) beim Rollen auf dem Seattle-Boeing Field vor dem Abflug zum Calgary International Airport. Das Frachtflugzeug rammte einen Zaun und musste abgeschrieben werden. Die beiden Insassen blieben unverletzt.[84]

- Am 3. August 2011 wurde eine Convair CV-580 der kanadischen Nolinor Aviation (C-GKFP) bei der Landung auf dem Kasba Lake Airport (Nordwest-Territorien, Kanada) irreparabel beschädigt. Auf der sehr holprigen Bahn mit weichen und nassen Stellen brach das Bugfahrwerk zusammen. Alle Insassen überlebten den Unfall unverletzt.[85]

- Am 5. Mai 2016 wurde in einer Convair CV-580 der kanadischen Conair Aviation (C-FEKF) einer der beiden Piloten aus gesundheitlichen Gründen handlungsunfähig. Bei der Landung auf dem Flugplatz Manning (Alberta, Kanada) kam das Löschflugzeug von der Landebahn ab und kreuzte einen Graben, woraufhin das Bugfahrwerk zusammenbrach und der Rumpf in zwei Teile zerbrach. Das Flugzeug wurde irreparabel beschädigt. Beide Piloten, die einzigen Insassen auf dem Löschflug, überlebten den Unfall.[86]

- Am 18. Januar 2018 wurde an einer Convair CV-580 der mexikanischen Air Tribe (XA-TRB) auf dem Flughafen Brownsville (Texas, USA) nach einer Überholung bei einem Probelauf der Triebwerke durch das Wartungspersonal versehentlich das Fahrwerk eingefahren. Das Flugzeug wurde irreparabel beschädigt. Über Personenschäden ist nichts bekannt.[87]

### CV-640
Vom Erstflug 1965 bis Dezember 2017 kam es mit Convair CV-640 zu 6 Totalschäden von Flugzeugen. Bei 2 davon kamen 34 Menschen ums Leben. Vollständige Liste:
- Am 23. Januar 1967 setzte eine Convair CV-640 der US-amerikanischen Caribair (Luftfahrzeugkennzeichen N3408) bei der Landung in San Juan (Puerto Rico) (Flughafen nicht bekannt) rund 80 Meter vor der Landebahn auf. Dabei brachen das Bugfahrwerk sowie das rechte Hauptfahrwerk zusammen und die rechte Tragfläche brach ab. Alle 28 Insassen, 3 Besatzungsmitglieder und 25 Passagiere, überlebten. Die Maschine wurde irreparabel beschädigt.[89][90]

- Am 17. September 1969 wurde eine Convair CV-640 der Pacific Western Airlines (CF-PWR) beim Anflug auf den Flughafen Campbell River (Vancouver Island) drei Kilometer vom Ziel entfernt in einen Hügel geflogen. Grund war das Fliegen eines improvisierten, nicht zulässigen Anflugverfahrens in schlechtem Wetter. Bei diesem CFIT, Controlled flight into terrain, wurden von den 15 Insassen 4 getötet, je zwei Besatzungsmitglieder und Passagiere.[91]

- Am 17. Juli 1973 schlug eine Convair CV-640 der schweizerischen S.A. de Transport Aérien (SATA) (HB-IMM) bei der Landung auf dem Flughafen Tromsø heftig auf die Landebahn und sprang erneut in die Luft. Beim zweiten Aufprall – auf das Bugfahrwerk – brach dieses zusammen. Alle 60 Insassen überlebten den Unfall. Das Flugzeug wurde zum Totalschaden.[92]

- Am 2. Mai 1976 wurde eine Convair CV-640 der Air Algérie (7T-VAH) auf dem Flughafen Djanet-Inedbirene (Algerien) irreparabel beschädigt. Nähere Einzelheiten sind nicht bekannt. Personen kamen nicht zu Schaden. Die Maschine war vorher von 1957 bis 1968 als D-ACIB bei Lufthansa geflogen.[93]

- Am 28. Oktober 1987 fielen während des Reiseflugs in einer Höhe von rund 4300 Meter (Flugfläche/Flight level 140) bei einer Convair CV-640 der US-amerikanischen SMB Stage Line (N3411) beide Triebwerke aus. Die Piloten des Frachtfluges machten eine Notlandung mit eingefahrenem Fahrwerk (Bauchlandung) auf einer Graslandebahn nahe Bartlesville (Oklahoma, USA). Sie hatten vergessen, den Tankwahlschalter umzustellen, durch dessen Stellung beide Triebwerke so lange nur aus dem rechten Treibstofftank versorgt wurden, bis dieser leer war. Die beiden Besatzungsmitglieder überlebten.[94][95]

- Am 9. Februar 1992 wurde eine aus Dakar kommende Convair CV-640 der Gambcrest aus Gambia (N862FW) nahe Diouloulou (Senegal) beim Landeanflug auf den Flughafen Cap Skirring 50 Kilometer vom Zielflughafen entfernt in eine Hotelanlage geflogen. Bei diesem CFIT (Controlled flight into terrain) wurden 30 der 56 Menschen an Bord getötet (siehe auch Flugunfall einer Convair CV-640 im Senegal 1992).[96]

## Technische Daten
| Kenngröße             | Daten                                                                                 |
| --------------------- | ------------------------------------------------------------------------------------- |
| Besatzung             | 2 Piloten, 2 Flugbegleiter                                                            |
| Passagiere            | 44 Passagiere, in hochdichter Bestuhlung bis zu 52 Passagiere                         |
| Länge                 | 24,13 m                                                                               |
| Spannweite            | 32,12 m                                                                               |
| Höhe                  | 8,58 m                                                                                |
| Flügelfläche          | 85,5 m²                                                                               |
| Flügelstreckung       | 12,1                                                                                  |
| Leermasse             | 13.375 kg                                                                             |
| Startmasse            | 21.320 kg                                                                             |
| Reisegeschwindigkeit  | 457 km/h / 250 kts                                                                    |
| Höchstgeschwindigkeit | 504 km/h                                                                              |
| Dienstgipfelhöhe      | 7.200 m                                                                               |
| Reichweite            | 935 km                                                                                |
| anfängliche Steigrate | 313 m/min                                                                             |
| Triebwerke            | 2 Pratt & Whitney R-2800 CB16 18-Zylinder-Doppelsternmotoren mit je 1790 kW (2434 PS) |